# Conistra immaculata
Conistra immaculata är en fjärilsart som beskrevs av Rudolf Pinker 1980. Conistra immaculata ingår i släktet Conistra och familjen nattflyn. Inga underarter finns listade i Catalogue of Life.